# Євреон
Євреон   (швед. Jävreån) — мала річка на півночі Швеції, у південній частині лену Норрботтен. Довжина річки становить 25 км, площа басейну  — 195,7 км²,  середня річна витрата води — 2,11 м³/с. 
Більшу частину басейну річки — 78,69 % — займають ліси, території сільськогосподарського призначення займають 3,75 %, болота — 9,49 %, поверхня річок і озер — 6,98 %, інше — 1,09 %. 